# Julie Bargmann
Julie Bargmann (Condado de Bergen, 1958) es una arquitecta paisajista y educadora estadounidense. Bargmann es actualmente profesora de arquitectura del paisaje en la Escuela de Arquitectura de la Universidad de Virginia y directora fundadora de DIRT (Dump It Right There) Studio, una firma de arquitectura del paisaje.

## Trayectoria
Bargmann es hija de James F. Bargmann, un vendedor, y Alice Badenhope, graduada de la Universidad de Toledo en 1947, en el condado de Bergen, una de los ocho hijos de la pareja. Estudió una Licenciatura en Bellas Artes en escultura en la Universidad Carnegie Mellon y una Maestría en Arquitectura del Paisaje en la Escuela de Graduados de Diseño de la Universidad de Harvard en 1987, donde fue compañera de clase de Anita Berrizbeitia.
Después de graduarse en Harvard, Bargmann trabajó junto a Michael Van Valkenburgh, mientras también enseñaba en la Universidad de Minnesota. En 1992, Bargmann fundó DIRT (Dump It Right There), un estudio de diseño de paisajes con sede en Charlottesville, Virginia. Convirtió artículos que comúnmente se consideraban basura en esculturas y arte. Su estudio se centró en la reutilización de antiguos vertederos en espacios públicos como parques y áreas de juego. Poco después, Bargmann aceptó un puesto de profesora en la Escuela de Arquitectura de la Universidad de Virginia, mientras continuaba dirigiendo DIRT Studio.
En 1998, Bargmann se convirtió en editora colaboradora del Landscape Journal, publicado por la University of Wisconsin Press.
En 2021, Bargmann pronunció la conferencia anual Daniel Urban Kiley en la Escuela de Graduados en Diseño de la Universidad de Harvard.

## Proyectos seleccionados

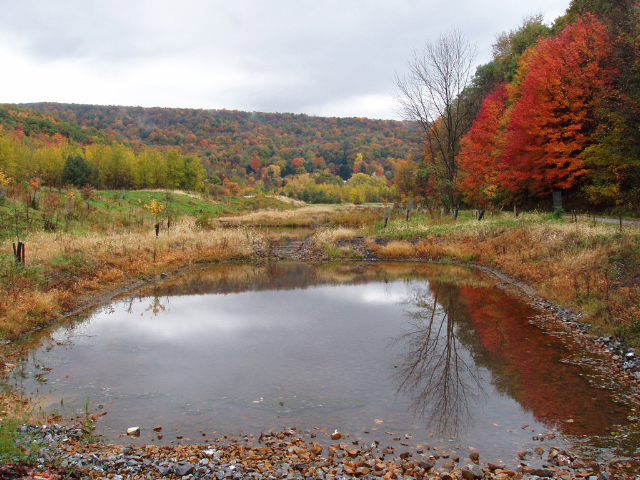
Una vista del proyecto colaborativo Vintondale Reclamation Park.

Bargmann colaboró con Stacy Levy, así como con varios artistas, historiadores y miembros de la comunidad local en Vitondale, Pensilvania, para reconstruir el drenaje ácido de la mina en Vintondale Reclamation Park.
En 2000, Bargmann y el arquitecto William McDonough colaboraron para reutilizar la planta de Ford Motor Corporation en Dearborn, Michigan. Como el sitio estaba muy contaminado, recibieron dos mil millones de dólares para hacerlo ecológicamente y sostenible.
Una década más tarde, Bargmann fue contratada para renovar la sede Urban Outfitters de un astillero abandonado. Ella construyó el paisaje exterior alrededor del edificio para incluir caminos, césped y parques para perros. Como parte de la tierra, incluía una base de la Armada de los Estados Unidos en funcionamiento.

## Reconocimientos
- Miembro de la Academia Americana en Roma para la Arquitectura del Paisaje (1990)
- Premios Nacionales de Diseño de Diseño Ambiental (2001)[11]
- Premio Urban Edge de la Universidad de Wisconsin-Milwaukee (2007)[12]
- Becaria de artistas de los Estados Unidos (2008)[13]